# Tegella circumclathrata
Tegella circumclathrata är en mossdjursart som först beskrevs av Walter Douglas Hincks 1881.  Tegella circumclathrata ingår i släktet Tegella och familjen Calloporidae. Inga underarter finns listade i Catalogue of Life.